# Castalia (Iowa)
Castalia és una població dels Estats Units a l'estat d'Iowa. Segons el cens del 2000 tenia 175 habitants, 79 habitatges, i 48 famílies. La densitat de població era de 93,8 habitants per km².